# Рэмбо: Первая кровь
«Рэмбо: Первая кровь» (англ. First Blood) — кинофильм производства США, снятый по одноимённому роману Дэвида Моррелла. Первый фильм, в котором появляется Джон Рэмбо — ветеран Вьетнамской войны. Съёмки фильма проходили с ноября 1981 по апрель 1982 года. Премьера в США состоялась 22 октября 1982 года.

## Сюжет
Ветеран Вьетнамской войны Джон Рэмбо в поисках однополчан путешествует по США. Он узнаёт о скоропостижной смерти от рака (очевидно, вызванного «Эйджент оранджем») своего последнего товарища и приходит в тихий провинциальный городок Хоуп. Задиристый местный шериф Уилл Тизл принимает Рэмбо за бродягу и отвозит за пределы города, заявляя, что в «его городе» не рады сброду вроде Рэмбо.
На обратном пути шериф замечает, что Рэмбо, вопреки совету не возвращаться, идёт обратно. Шериф останавливает Рэмбо и, угрожая револьвером, арестовывает за бродяжничество, сопротивление и ношение холодного оружия. Тизл привозит Рэмбо в участок, где полицейские во главе с Артом Галтом пытаются обрить задержанного. Рэмбо, чей разум искалечен войной, принимает полицейского с бритвой за вьетнамца, пытавшего его в плену. Джон расшвыривает полицейских и выбегает на улицу, где отнимает мотоцикл у проезжающего и скрывается в горах.
Отряд полицейских с собаками преследует Рэмбо, прижимая его к обрыву. Рэмбо спускается по отвесной скале. Галт с подлетевшего вертолёта стреляет по Рэмбо из винтовки, вопреки приказу только наблюдать. Рэмбо прыгает в крону дерева, раскидистые ветви смягчают падение, и он остаётся жив, но повреждает ребро. Галт продолжает стрелять, и Рэмбо кидает камень в стекло кабины. Пилот теряет управление, Галт выпадает из вертолёта и погибает. Галт — давний друг Тизла. Рэмбо выходит к преследователям, чтобы рассказать о причине гибели Галта, но те открывают стрельбу и ранят Рэмбо. Тизл получает сообщение, что Рэмбо — ветеран войны, служил в «зелёных беретах». Рэмбо, используя самодельные ловушки, обезвреживает пятерых полицейских и выносит суровое предупреждение поверженному Тизлу. Вернувшись в участок, шериф вызывает подмогу из полиции штата и Национальной гвардии.
В город приезжает бывший командир Рэмбо полковник Сэмюэл Траутман. Он объясняет шерифу, что дальнейшее преследование Рэмбо приведёт к новым жертвам. Тизл подключает полковника к переговорам с беглецом по рации. Пока Траутман по радио призывает Рэмбо к добровольной сдаче, военные засекают местоположение беглеца. Наутро солдаты выступают в лес и окружают Рэмбо, беглец прячется в заброшенной шахте. Гвардеец выстрелом из гранатомёта обваливает вход в шахту. Тизл разозлён: он отдал приказ взять Рэмбо живьём «для предания его справедливому суду», а теперь придётся расчищать завал и обыскивать шахту в поисках тела. В ярости шериф вступает в спор с Траутманом, заявляя, что военные заслуги Рэмбо не оправдывают его действий, и уходит. Траутман подозревает, что Рэмбо жив, но не озвучивает своих мыслей.
Рэмбо уходит вглубь шахты, преодолевая завалы и спасаясь от крыс, выбирается через вентиляционное отверстие на дорогу. Тизл извиняется перед Траутманом за своё поведение, признаваясь, что намеревался самолично убить Рэмбо. Траутман отвечает, что рвение шерифа не соответствует его статусу блюстителя порядка, а на вопрос Тизла, как бы поступил полковник со своим подчинённым, двусмысленно намекает, что пришёл бы к ответу при личной встрече с Рэмбо.
Рэмбо угоняет грузовик Национальной гвардии с пулемётами M60 в кузове. Ночью он прорывается в город, ведомый желанием расправиться с шерифом. Он взрывает грузовик вместе с бензоколонкой, отвлекая внимание полицейских, и расстреливает трансформаторы, лишив целый городской район электричества. Затем он взрывает охотничий магазин, чтобы выманить шерифа. Тизл, вооружённый автоматом, забирается на крышу полицейского участка, но Рэмбо врывается внутрь и прошивает очередями потолок, тяжелораненый Тизл падает вниз. Шериф просит Джона добить его, но подошедший Траутман призывает Рэмбо остановиться. Участок окружают солдаты и полиция. На уговоры полковника сдаться Рэмбо с яростью и со слезами на глазах рассказывает, как на его руках умирал товарищ Джо, смертельно раненный взрывом, устроенным вьетнамским ребёнком-смертником, как активисты встречали их в аэропорту с плакатами «Убийцы детей». Всё же Рэмбо соглашается сдаться и в сопровождении Траутмана гордо выходит наружу.
Существует альтернативная концовка: не желая сносить унижения от властей страны, за которую он сражался, Рэмбо даёт Траутману пистолет и провоцирует полковника застрелить его. Траутман смотрит на убитого Рэмбо, затем уходит.

## В ролях
| Актёр              | Роль                      |
| ------------------ | ------------------------- |
| Сильвестр Сталлоне | Джон Рэмбо                |
| Ричард Кренна      | полковник Сэмюэл Траутман |
| Брайан Деннехи     | шериф Уилл Тизл           |
| Билл Маккинни      | капитан Дэйв Керн         |
| Джек Старретт      | сержант Артур Галт        |
| Майкл Толботт      | Бэлфорд                   |
| Крис Малки         | Уорд                      |
| Джон Маклиам       | Орвел                     |
| Альф Хамфрис       | Лестер                    |
| Дэвид Карузо       | Митч                      |
| Дэвид Кроули       | Шинглтон                  |
| Дон Маккей         | Престон                   |
| Патрик Стэк        | лейтенант Клинтон Морген  |

## Факты
- «Рембо» — сорт французских яблок, что был привезен в Америку иммигрантом из Швеции. Есть мнение, что жена Дэвида Моррелла принесла яблоки именно тогда, когда тот пытался придумать герою имя[3].
- На роль Рэмбо планировались Джон Траволта, Дастин Хоффман, Аль Пачино и Клинт Иствуд[3].
- Сильвестру Сталлоне первый вариант картины настолько не понравился, что актёр даже хотел выкупить ленту и уничтожить её. Впоследствии он договорился с продюсерами, чтобы его лицо в фильме появлялось как можно реже — это уменьшило хронометраж в 2 раза[3].
- Под впечатлением от просмотра фильма гитаристы советской хэви-металл группы «Ария» Виталий Дубинин и Владимир Холстинин написали музыку песни «Бой продолжается» на стихи Маргариты Пушкиной о вьетнамском синдроме. Песня вошла в альбом группы «Игра с огнём» (1989)[4].

## Ремейки
В Турции вышли фильмы Vahşi Kan (1983) с Джунейтом Аркыном в главной роли и Ramo / Türk Rambosu (1986) с частично схожим сюжетом. В Индии был выпущен фильм на телугу Khaidi (1983), с Чирандживи в главной роли, снятый по мотивам «Первой крови», а также в Индонезии под названием The Intruder (1986).
В 2016 году режиссёр Сиддхарт Ананд объявил, что будет режиссировать ремейк этого фильма. Через год на роль Рэмбо согласился Тайгер Шрофф. Съёмки должны были состояться в начале 2018 года, но выход фильма отложили на 2020 год.
В России в 2012 году вышел фильм «Кремень», во многом повторяющий эпизоды фильма о Рэмбо, но больше с криминальной составляющей, и местный начальник правоохранительных органов — коррупционер, рэкетир и насильник.